# The Long Good Friday
The Long Good Friday (prt: A Sexta-Feira Mais Longa; bra: Caçada na Noite ou Na Caçada da Noite) é um filme britânico de 1980, dirigido por John Mackenzie e estrelado por Bob Hoskins e Helen Mirren.
O filme faz parte da lista dos 1000 melhores filmes de todos os tempos do The New York Times.